# Under Heaven 03
Under Heaven 03 is een kunstwerk in Amsterdam Nieuw-West.
Het kunstwerk bestaat uit een kinderhuisje op een "onbereikbaar eiland" in een vijver in een water dat onder het begin van de Burgemeester Vening Meineszlaannoordzuid loopt. Het huisje staat net ten zuiden van de Frieda Belinfantebrug. Het huisje, of folly, is ontworpen door kunstenaar Leonard van Munster die hier in de buurt woont. Het huisje staat op een kunstmatig eiland en is voorzien van alle gemakken. Er is 's nachts verlichting en het heeft een schuurtje. Gordijntjes kunnen open en dicht en af en toe is een radio te horen. Men moet een vaartuig hebben om er te geraken en vervolgens kan men via een trapje het eiland bestijgen.
Het kunstwerk werd slachtoffer van vernieling. In het talud van de Frieda Belinfantebrug zijn stenen onder gaas verwerkt. Het gaas was vernield en jeugd bekogelde Under Heaven 03. Toen de kunstenaar er wat van zei, werd hij slachtoffer van geweld. Opmerkelijk daarbij is dat de vijver juist werd uitgegraven om vandalisme door hangjongeren te voorkomen. Het kunstwerk werd door middel van crowdfunding gefinancierd. De kunstenaar omschreef het in 2010 als volgt: "Een eiland waar je graag wilt zijn, met eeuwig bloeiende Japanse kers, een waterval en een charmant thuishuis". De kunstenaar verleende op verzoek toegang tot het huisje, indien je een bijdrage had geleverd. 
Under Heaven 03 maakt deel uit van een kleine serie. Under Heaven 01 uit 2004 is inmiddels uit het straatbeeld verdwenen; het was een boomhut van negen meter hoogte op het inmiddels gesloopte Post CS-gebouw. Under Heaven 02 is eveneens een paradijsje onder het nabijgelegen viaduct in de Rijksweg 10. Aan de noordkant van de brug staat ook in een vijver het kunstwerk All that glitters... van dezelfde kunstenaar.    